# Gagnac-sur-Garonne
Gagnac-sur-Garonne es una comuna francesa situada en el departamento de Alto Garona, en la región de Occitania.

## Geografía

### Localización
La localidad se encuentra a 12 km de Toulouse, y a 35 km de Montauban.
La comuna forma parte del área urbana de Toulouse, así como de la unidad urbana, de la cuenca y de la zona de empleo de esta misma ciudad.

### Comunas limítrofes
Gagnac-sur-Garonne limita con cinco comunas. El río Garona la separa de las comunas de Merville y Seilh, situadas en su orilla izquierda.

### Hidrografía
La comuna forma parte de la cuenca hidrográfica del río Garona y está atravesada por el mismo.

### Vías de comunicación y transportes
Gagnac-sur-Garonne tiene una estación situada a aproximadamente 6 km del centro. Se trata de la estación de Saint-Jory, de la línea que va de Burdeos a Sète.
La línea 59 conecta el centro de la localidad con la estación La Vache del metro de Toulouse.
La comuna está atravesada por la carretera departamental 63, que, gracias a un puente sobre el río Garona, conecta la vecina localidad de Seilh con Lespinasse. 
La localidad está ubicada en las proximidades de la salida 11 - Fenouillet de la autopista A62, que conecta Toulouse con Burdeos, y también de la Voie Lactée, que permite conectar Seilh con la circunvalación de Toulouse.
Para transportes de escala internacional, el aeropuerto de Toulouse-Blagnac está ubicado a 10 km del centro de la comuna.

## Urbanismo

### Vivienda
En 2014 el número de viviendas era de 1373, frente a las 1339 que había en 2009.
De ese total, el 93.7 % eran viviendas habituales, el 0.9 % eran residencias secundarias y el 5.4 % estaban deshabitadas. El 61 % de las viviendas eran casas y el 39 % eran pisos o apartamentos.
La proporción de las residencias principales propiedad de sus ocupantes era del 59.9 %, al alza respecto a 2009 (53.5 %). La proporción de viviendas en alquiler vacías era del 5.7 %.

### Riesgos naturales y tecnológicos
Gagnac-sur-Garonnne tiene un riesgo notable por inundaciones del río Garona. También por un riesgo de ruptura de embalse.
No hay instalaciones industriales de riesgo en el término municipal. Sin embargo, se encuentra una instalación industrial y tres fábricas clasificadas seveso a menos de 5 km. Hay también antiguos websites industriales sobre el término municipal.
También existe el riesgo de movimientos de terreno y seísmos, siendo éste muy débil (1/5).

## Política y administración

### Vínculos administrativos y electorales
La comuna pertenece al distrito de Toulouse y, a los solos efectos de las elecciones departamentales, al cantón de Castelginest, desde la reestructuración cantonal de 2014. Antes de esta fecha integraba el cantón de Toulouse-14.
Por elección de los diputados, la comuna forma parte de la quinta circunscripción de Haute-Garonne, representada desde 2017 por Jean-François Portarrieu (Renacimiento) y que engloba el noreste del departamento hasta una pequeña parte norte de Toulouse.

### Intercomunalidad
El municipio pertenece a Toulouse Métropole.

### Administración municipal
El número de habitantes al censo de 2011 comprendía entre 2 500 habitantes y 3 499 habitantes, por lo que el número de miembros del concejo municipal de 2014 fue de 23.

### Tendencias políticas y resultados
Gagnac-sobre-Garona ha sido tradicionalmente una comuna con una sensibilidad de izquierda, aunque las últimas elecciones municipales, realizadas en 2020, fueron ganadas por una coalición de derecha.
En las elecciones presidenciales de 2017, en la primera vuelta Emmanuel Macron ganó con el 19.98 % de los votos, seguido de cerca por Marine Le Pen con el 19.51 % y por Jean-Luc-Mélenchon con el 16.89 %. En la segunda vuelta, fue Emmanuel Macron quien ganó definitivamente al aventajar por 10 puntos a Marine Le Pen.
En las elecciones legislativas de 2017, en la primera vuelta fue Jean-François Portarrieu (La République En Marche) quien venció con el 17.85 % de los votos, seguido por Sandrine Floureusses (Partido Socialista) con el 11.95 %. En la segunda vuelta, de nuevo Jean-François Portarrieu venció nuevamente con más de 20 puntos de distancia sobre Julien Leonardelli (Frente Nacional).
En las elecciones presidenciales de 2012, en la primera vuelta François Hollande fue el vencedor con el 29.19 % de los votos, seguido por Nicolas Sarkozy con el 24 % y por Marine Le Pen con el 20.02 %. En la segunda vuelta, ganó François Hollande con el 53.52 % de los votos contra Nicolas Sarkozy.

### Política medioambiental
La recolección y el tratamiento de los residuos de los hogares y de los residuos asimilados, así como la protección del medio ambiente, se hacen en el marco de la mancomunidad de comunas Toulouse Métropole.
El centro de reciclaje está ubicado en la comuna de Saint-Alban.
La Cabane Récup' es un lugar de recolección de tapones de plástico, cartuchos de tinta, bombillas, etc., con el fin de financiar asociaciones humanitarias.

## Población y sociedad

### Manifestaciones cultural y festividades
- 12 horas de Gagnac (petanca) : ediciones desde 1997 a 2003 bajo la presidencia del miembro fundador Michel Contaut, y retomado después de la salida de éste por el presidente Jean-Claude Bonhoure y su Despacho en 2005, después por la nueva presidenta Colette Bonnemazou en 2006, con éxito, y un aumento de los equipos. De 64 equipos, este concurso regional pasó a 80 equipos.
- Mercadillos : en la plaza y en el pueblo. Todos los lunes de Pascua.
- Diversas animaciones por el comité de fiestas (carnaval, Navidad...).[15]

### Salud
Gagnac-sur-Garonne cuenta con un médico generalista, ubicado en el centro. Hay igualmente una farmacia.
Los principales centros hospitalarios a proximidad están ubicados en Toulouse Purpan, Joseph Ducuing y La Grave. 

### Deportes
La comuna cuenta un club de fútbol, el ASC Gagnac Fútbol.

### Medios de comunicación
La localidad está cubierta por el periódico La Dépêche du Midi y por France 3 Occitanie y su edición local Toulouse Métropole.

### Cultos
Gagnac-sur-Garonne cuenta con una iglesia católica, la iglesia Notre-Dame de l'Assomption, ubicada en la entrada de la localidad llegando desde el puente que atraviesa el río Garona.

## Economía

### Lugares de interés
- Iglesia Notre-Dame de l'Assomption, del siglo XIX, construida por Jacques-Jean Esquié y renovada recientemente.
- El castillo de Gagnac y el castillo de Novital.
- Paseos a lo largo del río Garona, o en el lago « le Raby ».
- Pasarela peatonal sobre el río Garona (para paseos).